# Les Rois du patin
Pour plus de détails, voir Fiche technique et Distribution.
Les Rois du patin (Blades of Glory) est un film américain réalisé par Will Speck et Josh Gordon, sorti en 2007. Il s'agit du premier long métrage mis en scène par le duo.

## Synopsis
Lors des Jeux olympiques d'hiver de 2002, deux patineurs rivaux s'affrontent lors de la compétition dans la catégorie simple messieurs. Le premier, James McEllroy, est un sportif talentueux adopté dès son plus jeune âge par un milliardaire dénicheur de talents. Le second, Chazz Michael Michaels, tout aussi talentueux et également habile, est accro au sexe. Alors qu'ils ne se supportant pas, ils obtiennent la médaille d'or ex æquo. Mais ils se battent sur le podium et passent en commission disciplinaire, qui les bannit définitivement de la compétition. Après cette incartade, James est renié par son père adoptif.
Trois ans et demi plus tard, James est devenu un simple employé d'un magasin d'articles de sport d'hiver, tandis que Chazz, ayant pris un peu de poids, est devenu patineur sur glace dans un spectacle pour enfants, jouant le plus souvent dans un état d'ébriété avancé. Un jour, Hector, fan de James, annonce à son idole qu'il y a une lacune dans l'exclusion et qu'il pourrait reprendre la compétition : bien qu'exclu du simple messieurs, il peut concourir dans la catégorie du patinage en couple. Recherchant une partenaire, après avoir contacté Robert, son ancien entraîneur, McEllroy se retrouve nez à nez avec Michaels, viré de son boulot. Robert convainc les deux à patiner comme une équipe couples de même sexe, parce que la réglementation ne parvient pas à indiquer le sexe des couples. Ayant trouvé une échappatoire qui leur permettrait de se qualifier en tant que duo, les deux hommes doivent surmonter leurs rancœurs pour se qualifier à une compétition.

## Fiche technique
Sauf indication contraire, les informations mentionnées dans cette section peuvent être confirmées par les bases de données cinématographiques IMDb et Allociné,  présentes dans la section « Liens externes ».
- Titre original : Blades of Glory
- Titre français : Les Rois du patin
- Réalisation : Josh Gordon et Will Speck
- Scénario : John Atschuler, Jeff Cox, Craig Cox et Dave Krinsky, d'après une histoire de Jeff Cox, Craig Cox et Busy Philipps
- Musique : Theodore Shapiro
- Direction artistique : Seth Reed
- Décors : Stephen J. Lineweaver
- Costumes : Julie Weiss
- Photographie : Stefan Czapsky
- Son : Anna Behlmer, Petur Hliddal, Tom Lalley, David MacMillan, Andy Nelson,
- Montage : Richard Pearson
- Production : Stuart Cornfeld, John Jacobs, David Michaels (segment sportif) et Ben Stiller
  - Production déléguée : Marty P. Ewing
  - Production associée : Lara Breay, Patrick Esposito et Peter Kohn
  - Coproduction : Colin O'Reilly
- Sociétés de production : Red Hour Films et Smart Entertainment, présenté par DreamWorks Pictures
- Sociétés de distribution : Paramount Pictures (États-Unis, France) ; Universal Pictures International (Belgique, Suisse romande)[1]
- Budget : 61 millions USD[2],[3],[4]
- Pays de production :  États-Unis
- Langues originales : anglais, japonais
- Format : couleur (Technicolor / DeLuxe) — 35 mm — 1,85:1 — son SDDS / Dolby Digital / DTS
- Genre : comédie, sport (patinage artistique)
- Durée : 93 minutes
- Dates de sortie[5] :
  - États-Unis, Québec : 30 mars 2007[6]
  - Belgique, Suisse romande : 9 mai 2007[7],[8]
  - France : 3 octobre 2007[9]
- Classification[10] :
  - États-Unis : accord parental recommandé, film déconseillé aux moins de 13 ans (PG-13 - Parents Strongly Cautioned)[N 1]
  - France : tous publics [11]
  - Belgique : tous publics (Alle Leeftijden)[7]
  - Suisse romande : interdit aux moins de 10 ans[12]
  - Québec : 13 ans et plus (13+ / 13 years and over)[6]

## Distribution
Source et légende : version française (VF) sur RS Doublage et Version québécoise (VQ) sur Doublage Québec.
- Will Ferrell (VF : Maurice Decoster - VQ : François Godin) : Charles « Chazz » Michael Michaels
- Jon Heder (VF : Emmanuel Garijo - VQ : Philippe Martin) : James « Jimmy » MacElroy
- Will Arnett (VF : Boris Rehlinger - VQ : Patrice Dubois) : Stranz Van Waldenberg
- Amy Poehler (VF : Léa Gabriele - VQ : Pascale Montreuil) : Fairchild Van Waldenberg
- Jenna Fischer (VF : Virginie Méry - VQ : Geneviève Désilets) : Katie Van Waldenberg
- Craig T. Nelson (VF : Michel Papineschi - VQ : Vincent Davy) : Robert
- Nick Swardson (VF : Donald Reignoux) : Hector the stalker
- Romany Malco (VF : Daniel Lobé - VQ : Gilbert Lachance) : Jesse
- Rob Corddry (VQ : François Trudel) : Bryce
- William Daniels : Commissioner Ebbers
- William Fichtner (VF : Bernard Lanneau - VQ : Jean-Luc Montminy) : Darren MacElroy
- Luke Wilson (VF : Éric Legrand) : le conseiller
- Zachary Ferren : jeune Jimmy
- Scott Hamilton (VF : Mark Lesser) : le commentateur #1
- Jim Lampley : le commentateur #2

Société de doublage : Symphonia Films
Directrice artistique : Nathalie Régnier

## Production
Toutes les scènes de patinage ont été tournées lors des championnats des États-Unis de patinage artistique au Los Angeles Memorial Sports Arena. Le stade utilisé pour les scènes en extérieur est le Stade Olympique de Montréal, construit pour les Jeux olympiques de 1976. Les scènes de poursuite en plein air ont également été tournées à Montréal. Le bâtiment utilisé pour le logement des athlètes à Montréal est Habitat 67, complexe immobilier construit pour l'Expo 67. Le film a été retardé pendant une courte période lorsque Jon Heder s'est cassé la cheville en exécutant un programme de patinage pour le film[réf. nécessaire].

## Accueil

### Box-office
- États-Unis : 118 594 548 dollars[4]
- France : 1 868 entrées[16]
- Mondial : 145 708 642 dollars[17]

## Distinctions

### Récompenses

#### 2007
- BMI Film and TV Awards : Prix BMI de la meilleure musique de film pour Theodore Shapiro
- Teen Choice Awards : meilleur acteur dans un film de comédie pour Will Ferrell

#### 2008
- Costume Designers Guild Awards : meilleurs costumes dans un film contemporain pour Julie Weiss

### Nominations

#### 2007
- Casting Society of America : meilleur casting pour un film de comédie pour Juel Bestrop et Seth Yanklewitz
- MTV Movie & TV Awards :
  - Meilleur film
  - Meilleure performance comique pour Will Ferrell
  - Meilleur combat pour Will Ferrell et Jon Heder
- Teen Choice Awards :
  - Meilleur film de comédie
  - Meilleur acteur dans un film de comédie pour Jon Heder
  - Meilleure alchimie pour Will Ferrell et Jon Heder
  - Meilleure crise de colère pour Will Ferrell
  - Meilleure scène de danse pour Will Ferrell et Jon Heder

#### 2008
- Visual Effects Society Awards : meilleur effets visuels secondaire dans un film pour Mark Breakspear, Shauna Bryan, Kody Sabourin et Randy Starr

## Éditions en vidéo
- En France, le film Les Rois du patin est sorti en DVD le 3 avril 2008[20] et en VOD le 15 octobre 2017[9].
- Au Québec, le film est sorti en DVD le 28 août 2007[6].

## Autour du film
- Ben Stiller était pressenti pour incarner Chazz Michael Michaels. Mais pour lui, le personnage était trop semblable à d'autres rôles qu'il a joués[21]. Il sera néanmoins présent sur le film comme producteur.
- Will Arnett et Amy Poehler, qui incarnent un frère et une sœur, sont mariés depuis 2003.
- Jon Heder s'est cassé la cheville lors d'une formation de patin à glace[21].
- Will Ferrell et Jon Heder ont appris à patiner sur la glace pour le film. Ils ont une formation approfondie avec Sarah Kawahara, entraîneur de Michelle Kwan[21].
- Le titre Niggas in Paris de Jay-Z et Kanye West contient un extrait de dialogue entre Will Ferrell et Jon Heder dans Les Rois du patin (« No one knows what it means, but it's provocative, Gets the people going! »[22]).